# Iruma
Iruma (入間市 -shi) é uma cidade japonesa localizada na província de Saitama.
Em 2003 a cidade tinha uma população estimada em 150 176 habitantes e uma densidade populacional de 3 356,64 h/km². Tem uma área total de 44,74 km².
Recebeu o estatuto de cidade a 1 de Novembro de 1966.

## Cidades-irmãs
- Sado, Japão
- Wolfratshausen, Alemanha
- Fenghua, China